# Sílvio Antônio
Sílvio Antônio genannt Silvinho (* 26. Mai 1974 in Araraquara) ist ein ehemaliger brasilianischer Fußballspieler.

## Karriere
Der Mittelfeldspieler verbrachte seine ersten fußballerischen Jahre bei verschiedenen Vereinen in Brasilien, bis er 1999 in die Schweiz zum FC Wil ging. Ein Jahr später kehrte er jedoch wieder in sein Heimatland zurück. Im Jahr 2000 wechselte er in die 2. Bundesliga zu den Stuttgarter Kickers. 
Nachdem er mit den Kickers in der Saison 2000/01 abgestiegen war, kehrte er erneut nach Brasilien zurück und spielte noch für diverse Vereine in Brasilien und für den Club Jorge Wilstermann in Bolivien.